# Eduard Scheve

Eduard Scheve

Eduard Scheve (* 25. März 1836 in Volmarstein; † 10. Januar 1909 in Berlin) war ein Baptistenprediger und gilt als Begründer der evangelisch-freikirchlichen Diakonie und Außenmission.

## Leben
Eduard Scheve entstammte einer eingesessenen Volmarsteiner Familie, deren Nachfahren noch heute zu den Einwohnern des Ortes gehören. Unter dem Einfluss des niederrheinischen Pietismus versuchte Scheve bereits als junger Mann, ein betont christliches Leben zu führen. In der Folge schloss er sich dem christlichen Jünglings- und Männerverein an, der unter der Leitung des seinerzeit landeskirchlichen Pfarrers Friedrich Ringsdorff stand.
Die Vortragstätigkeit des deutsch-amerikanischen Theologieprofessors und Baptistenpredigers August Rauschenbusch bewirkte, dass Ringsdorff und mit ihm ein großer Teil des Jüngling- und Männervereins sich als Erwachsene taufen ließen und zur Keimzelle der Volmarsteiner Baptistengemeinde wurden. 1854, nur fünf Wochen nach Gründung dieser Gemeinde, ließ sich auch Scheve von Rauschenbusch taufen.
Als 20-Jähriger ging der gelernte Schneidergeselle Scheve auf die in Handwerkerkreisen übliche Wanderschaft. Er gelangte nach Hamburg und schloss sich dort im April 1856 der dortigen Baptistengemeinde an (heute Evangelisch-freikirchliche Gemeinde Hamburg I mit Johann-Georg-Oncken-Kirche). Neben seiner beruflichen Arbeit engagierte er sich in verschiedenen Bereichen der Gemeinde und gründete in Bahrenfeld gegen den Widerstand der örtlichen preußischen Polizei eine florierende Sonntagsschule. Im Frühjahr 1857 wurde er durch den Hamburger Gemeindevorstand erstmals beauftragt, im hannoverschen Rosenweide an der Elbe (heute ein Stadtteil von Stelle) einen baptistischen Gottesdienst zu leiten. Es folgten weitere Predigtdienste im Umkreis von Hamburg, bei denen recht bald seine Begabung zum Dienst als hauptamtlicher Missionar entdeckt wurde. Der Verband der nordwestdeutschen Baptistengemeinden (heute Baptisten im Nordwesten) berief ihn auf Empfehlung der Hamburger Gemeinde zu ihrem Missionsarbeiter und wies ihm als Arbeitsfeld die am linken Unterweserufer liegenden oldenburgischen Ortschaften zu. 15 Predigtstationen hatte er in diesem Gebiet zu betreuen. Zentrum seines Wirkens wurde Brake.
Bei einer Predigerkonferenz, die im Februar 1859 in der Baptistenkapelle Felde bei Westerstede stattfand und an der auch Johann Gerhard Oncken teilnahm, wurde beschlossen, Eduard Scheve zu einem theologischen Kurs an die neu gegründete Hamburger Missionsschule zu entsenden. Nach erfolgreichem Abschluss trat Scheve wieder seine Stelle als „Missionsarbeiter“ im Oldenburgischen an, die er bis Juli 1863 versah.

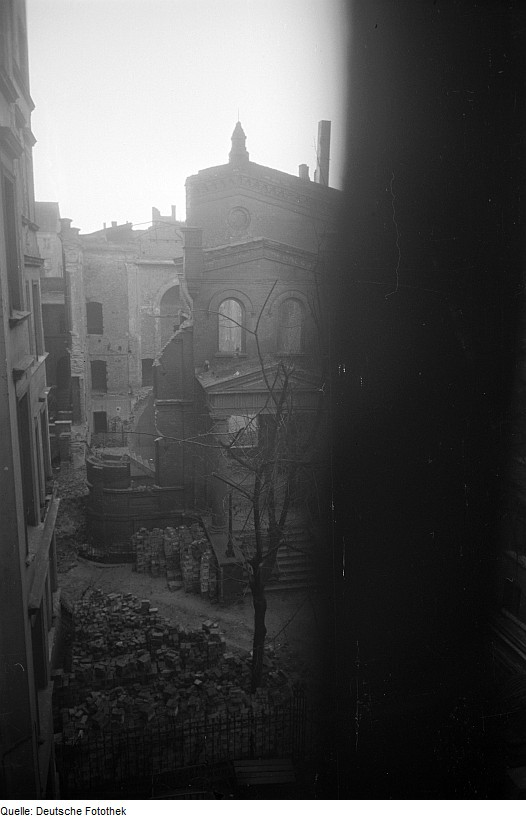
Die Bethelkirche, Berlin Gubener Straße 11, vom Gemeinde- und Diakoniezentrum aus, Photo 1946

 Nach 1863 wirkte er im Raum Herford. 1864 wurde Scheve auf Betreiben der Lippischen Landeskirche „wegen unerlaubter Sakramentsverwaltung“ (Taufe, Abendmahl) inhaftiert. Er teilte damit das Schicksal vieler Freikirchler und Dissidenten dieser Zeit. Aufgrund einer Bürgschaft wurde Scheve nach sieben Tagen aus der Untersuchungshaft entlassen, musste sich aber für den anstehenden Gerichtstermin zur Verfügung halten. Am 13. Juni 1864 wurde er durch das Gericht in Bückeburg zu anderthalb Jahren Haft verurteilt. Nach einem Gnadengesuch beim schaumburg-lippischen Fürsten Adolf I. Georg wurde die Haftstrafe erlassen, dafür aber eine lebenslange Ausweisung für Scheve verfügt. Dieser Verfügung widersetzte sich Scheve. In seinen Lebenserinnerungen heißt es: „Aber es war mir kein Hindernis, ungestört in dem kleinen Ländchen von Jesu zu zeugen, was ich auch rückhaltlos dem Richter erklärte.“
Scheve verließ sein Wirkungsgebiet und übernahm von 1867 bis 1880 den Pastorendienst der Baptistengemeinde in Köln. Anschließend wechselte er nach Wiesbaden.
1884 wurde Scheve zum Co-Pastor der Gemeinde Berlin, Schmidstraße (Berlin-Luisenstadt), berufen. Drei Jahre später kam es durch Scheves Initiative zur Gründung einer weiteren Berliner Baptistengemeinde im heutigen Berlin-Friedrichshain, der Bethel-Gemeinde Gubener Straße, die mit 300 Mitgliedern bald selbständig wurde. Dieser Gemeinde blieb er bis an sein Lebensende als Pastor verbunden.

## Bedeutung

Eduard Scheve als Gründer der Kamerun-Mission

„Eduard Scheve war eine ausgesprochene Gründernatur“. Er initiierte innerhalb des deutschen Baptistenbundes mehrere Institutionen und Vereinigungen, zum Beispiel:
- 1863: Bund der Jünglingsvereine, Vorläufer des heutigen Gemeindejugendwerks Evangelisch-Freikirchlicher Gemeinden
- 1885: Freikirchlicher Sonntagsschulbund; Scheve war auch dessen erster Reisesekretär.
- 1887: Diakonissenanstalt Bethel Berlin, Gubener Straße 11, erstes Diakoniewerk der deutschen Baptisten, Erweiterung 1899 mit Diakonissenmutterhaus in der Emdener Straße 15, Berlin-Moabit
- 1890: Kamerun-Mission, die erste Außenmission der deutschen Baptisten (siehe Hauptartikel Europäisch-Baptistische Mission)
- 1901: Brüderliche Vereinigung deutscher Baptistenprediger, die Vorläuferorganisation der heutigen evangelisch-freikirchlichen Predigerbruderschaft

Von 1885 bis 1891 gehörte Scheve der Schulkommission des Hamburger Predigerseminars an. Von 1875 bis 1908 war er leitendes Mitglied im Komitee des deutschen Zweigs der Evangelischen Allianz.

## Veröffentlichungen (Auswahl)
- Eine Wanderung auf dem Gemeinde- und Missionsfelde der deutschen Baptisten. 1882.
- Die göttliche und ungöttliche Centralisation. 1896.
- Die Mission der deutschen Baptisten in Kamerun (Westafrika) von 1884 – 1901. Cassel 1901.
- Dem Herrn hintennach sehen! Lebenserinnerungen, (1. Teil) 1908.